# Сова-рогань африканська
Сова-рогань африканська (Jubula lettii) — вид хижих птахів родини совових (Strigidae). Поширений в Африці.

## Поширення
Вид поширений в Західній і Центральній Африці. Відома з фрагментарних локалітетів у Ліберії, Кот-д'Івуарі, Гані, Камеруні, Екваторіальній Гвінеї, Габоні, Республіці Конго і ДР Конго. Ця сова приурочена до вічнозелених і напіввічнозелених дощових лісів.